# Oktjabr'skij (Oblast' di Irkutsk)
Oktjabr'skij (in russo Октябрьский?) è un cittá della Russia, situato nell'Oblast' di Irkutsk.